# Vladislav Koelikov (wielrenner)
Vladislav Koelikov (Russisch: Владислав Куликов; 8 juli 1996) is een Russisch baan- en wegwielrenner die als beroepsrenner reed voor Gazprom-RusVelo.

## Carrière
In 2017 behaalde Koelikov vier medailles tijdens de nationale kampioenschappen baanwielrennen. Op de weg werd hij een jaar later, achter Petr Rikoenov, tweede in de tijdrit voor beloften op het nationale kampioenschap en tweede in een etappe in de Ronde van Costa Rica.
Na in 2018 al stage te hebben gelopen bij de ploeg werd Koelikov in 2019 prof bij Gazprom-RusVelo. In zijn eerste seizoen bij de ploeg werd hij onder meer vierde in het door Ovetsjkin gewonnen nationale kampioenschap tijdrijden en, samen met Anton Vorobjov, Vladislav Doejoenov, Jelizaveta Osjoerkova, Anasatsija Pljaskina en Margarita Siradojeva, zesde in de gemengde ploegenestafette tijdens de Europese kampioenschappen. Zijn seizoen sloot hij af met Parijs-Tours, die hij niet uitreed.

## Baanwielrennen

### Palmares
| Jaar | RK                                                       | EK | WK | Overig |
| ---- | -------------------------------------------------------- | -- | -- | ------ |
| 2017 | Scratch, Achtervolging, Ploegenachtervolging, Ploegkoers |    |    |        |

## Wegwielrennen

### Resultaten in voornaamste wedstrijden
|      | \| Jaar \| Parijs-Tours \| \| ---- \| ------------ \| \| 2019 \| opgave \| \| 2020 \| 118e \| |
| Jaar | Parijs-Tours                                                                                  |
| 2019 | opgave                                                                                        |
| 2020 | 118e                                                                                          |

## Ploegen
- 2018 –  Gazprom-RusVelo (stagiair vanaf 1 augustus)
- 2019 –  Gazprom-RusVelo
- 2020 –  Gazprom-RusVelo

Arslanov · Bojev · Firsanov · Foliforov · Kobernjak · Koerjanov · Kozontsjoek · Lagoetin · Majkin · Nytsj · Porsev · Rovny · Rybalkin · Sjaloenov · Sjilov · Troesov · Tsjerkasov · Vlasov · Koelikov (stagiair) · Koelikovski (stagiair) · Nekrasov (stagiair)
Arslanov · Bojev · Jevtoesjenko · Kobernjak · Koelikov · Koelikovski · Koerbatov · Koerjanov · Nekrasov · Nytsj · Porsev · Rikoenov · Rovny · Rybalkin · Sjaloenov · Sjilov · Stasj · Tsjerkasov · Vlasov · Vorobjov · Landi (stagiair) · Popov (stagiair) · Vitoerin (stagiair)
Bojev · Canola · D. Cima · I. Cima · Karaljok · Koelikov · Koelikovski · Koerjanov · Koezmin · Koeznetsov · Nekrasov · Nych · Rikoenov · Rovny · Rybalkin · Scaroni · Sjaloenov · Strachov · Tsjerkasov · Tsjernetski · Velasco